# Sinduria
Sinduria é uma vila no distrito de Garhwa, no estado indiano de Jharkhand.

## Demografia
Segundo o censo de 2001, Sinduria tinha uma população de 5951 habitantes. Os indivíduos do sexo masculino constituem 54% da população e os do sexo feminino 46%. Sinduria tem uma taxa de literacia de 60%, superior à média nacional de 59,5%: a literacia no sexo masculino é de 67% e no sexo feminino é de 52%. Em Sinduria, 15% da população está abaixo dos 6 anos de idade.